# Denig Stadium
Denig Stadium – wielofunkcyjny stadion na wyspie Nauru w okręgu Denigomodu. Mieści 1000 osób. Rozgrywane są na nim głównie mecze piłki nożnej.